# Estadio municipal Julio Bracho
No confundir con el estadio de béisbol Julio Bracho de El Limón.
El estadio municipal Julio Bracho, es una instalación deportiva ubicada en Maracay, Venezuela. Construida en los años 1940, es uno de los recintos deportivos más antiguos de la ciudad, y lleva el nombre de Julio Bracho, pitcher venezolano apodado El rubio de Maracay.
Consta de un campo de béisbol, una cancha de fútbol y otra de fútbol de salón. Actualmente es sede de diversas organizaciones deportivas.